# Christian Strohdiek
Christian Strohdiek (* 22. ledna 1988, Paderborn, Západní Německo) je německý fotbalový obránce, v současnosti působí v německém klubu SC Paderborn 07.

## Klubová kariéra
Odchovanec Paderbornu, s klubem zažil v sezoně 2013/14 postup do německé Bundesligy, první v historii klubu.